# Stéphane Mbia
Stéphane Mbia Etoundi (Yaoundé, 20 de maio de 1986) é um futebolista camaronês que atuava como volante. Atualmente, está sem clube.

## Carreira
Mbia representou a Seleção Camaronesa de Futebol, nas Olimpíadas de 2008. 
Em 2024 jogou pelo Châteauroux.

## Títulos
Olympique de Marseille
- Copa da Liga Francesa: 2009–10, 2010–11, 2011–12
- Campeonato Francês: 2009–10
- Supercopa da França: 2010

Sevilla
- Liga Europa: 2013–14, 2014–15